# Simca Fulgur
Simca Fulgur – koncepcyjny samochód osobowy francuskiej firmy Simca, skonstruowany w roku 1958 przez Roberta Oprona, późniejszego projektanta m.in. Citroenów SM i CX, w celu pokazania, jak mógłby wyglądać samochód roku 2000. Pojazd, zaprezentowany w roku 1959 na salonach samochodowych w Genewie i w Nowym Jorku, oraz w 1961 w Chicago, miał posiadać napęd elektryczny, zasilany zapewniającymi 5 tysięcy kilometrów zasięgu nuklearnymi bateriami, komputer pokładowy, radarową nawigację z autopilotem, sterowanie komendami głosowymi, a powyżej prędkości 150 km/h miał chować do kadłuba oba przednie koła i kontynuować jazdę dzięki systemowi utrzymujących go w równowadze żyroskopów oraz wspomagającej ich pracę tylnym płetwom ze sterem kierunku. Obok atomowych baterii pojazd miał korzystać w miarę możliwości również z wtopionych w jezdnię dróg linii zasilających. W przeciwieństwie do innych atomowych samochodów koncepcyjnych (Studebaker Astral czy Ford Nucleon), Simca Fulgur (z łac. Błyskawica) nie była tylko makietą. Wiadomo, że w roku 1959 krążyła o własnych siłach po Paryżu, aczkolwiek źródłem prądu były wówczas zapewne zwyczajne akumulatory.